# 蘇琬婷
蘇琬婷（Wan-Ting Su，1982年—），台灣新竹市畫家。大學時就讀台中師範學院美勞教育學系（現為台中教育大學），爾後從台南藝術大學造形藝術研究所畢業。2007年為台中20號倉庫第七屆駐站藝術家。2009年獲文建會（現為文化部）「美國安德森牧場藝術中心」駐村計畫，隔年赴美於科羅拉多州駐村數月。除了繪畫與雕塑之外，蘇琬婷亦喜好多樣的創作類型，例如對於裝置及影像方面之涉獵。作品已被台灣與澳洲藝廊收藏。目前定居台中致力創作。

## 資料來源
1. ↑  .   [2013-06-17]. （原始内容存档于2019-08-23）.

紅野畫廊網站相關介紹
- （页面存档备份，存于）
- （页面存档备份，存于）

## 外部連結
- 紅野畫廊網站相關介紹 （页面存档备份，存于）